# Arben Derhemi
Arben Derhemi (ur. 1 września 1969 w Tiranie) – albański aktor. 

## Życiorys
W 1994 ukończył studia na wydziale aktorskim Instytutu Sztuk w Tiranie. Po studiach występował w Teatrze Narodowym w Tiranie. 
W 1991 zadebiutował na scenie teatralnej rolą w sztuce Kohë e Çmendur Ruzhdi Pulahy. Na wielkim ekranie występował jeszcze jako student w filmie Një djalë dhe një vajzë (reż. Kristaq Mitro i Ibrahim Muçaj). Sławę przyniosła mu jedna z głównych ról (Floriego) w popularnym serialu telewizyjnym Njerëz dhe Fate. Wystąpił w dziewięciu filmach fabularnych.
Jest żonaty (żona Eva Korumi), ma córkę.

## Role filmowe
- 1990: Një djalë edhe një vajzë jako Fatos
- 1992: Këtu bën ftohtë jako Petro
- 2002: Njerëz dhe Fate jako Flori
- 2004: Ishte Koha për Dashuri jako Flori
- 2005: Home Sweet Home jako Genci
- 2007: Maska e famës jako głos Doktora
- 2008: Shqetësimet e një obezi jako Dashnor
- 2009: Familjet jako Toni
- 2010: Maya jako Burham
- 2017: You Can Call Me John
- 2019: Falco
- 2024: Njerëz dhe Fate 2 jako Flori